# Harald Vollmar
Harald Vollmar (ur. 24 kwietnia 1947 w Bad Frankenhausen) – niemiecki strzelec sportowy. Trzykrotny medalista olimpijski.
Reprezentował barwy NRD. Specjalizował się w strzelaniu pistoletowym. Brał udział w czterech igrzyskach olimpijskich (IO 68, IO 72, IO 76, IO 80), na trzech zdobywał medale. W 1968 był trzeci, w 1976 i 1980 drugi w konkurencji pistoletu dowolnego na dystansie 50 metrów (w 1972 był piąty). Indywidualnie zdobył złoto mistrzostw świata w 1970 (p. dowolny) oraz dwa brązowe medale tej imprezy: w pistolecie pneumatycznym na dystansie 10 metrów w 1970 i w pistolecie dowolnym w 1974. Zdobył indywidualnie trzy złote medale mistrzostw Europy (p. dowolny w 1975, p. pneumatyczny w 1976 i 1977), trzy srebrne (p. dowolny w 1969, 1971 i 1979) i jeden brązowy (p. dowolny w 1977).